# Kurt Emil Schmutzler
Kurt Emil Schmutzler (* 17. November 1895 in Elsterberg; † 29. Oktober 1948 im Kriegsverbrechergefängnis Landsberg) war SS-Hauptsturmführer und ein deutscher Lagerleiter des Außenlagers Wiener Neudorf des KZ Mauthausen.
Der gelernte Maler wurde 1934 Mitglied der SS (SS-Nr. 153.980), 1937 der NSDAP (Mitgliedsnummer 5.101.486) und ab 1940 der Waffen-SS. Ab Juli 1940 war Schmutzler im KZ Mauthausen und dort hauptsächlich in verschiedenen Außenlagern eingesetzt. Vom 26. Juli 1943 bis zum 2. April 1945 war er der Kommandant des Außenlagers Wiener Neudorf. Er war an dem Evakuierungsmarsch dieses Lagers in das KZ Mauthausen beteiligt, als die Rote Armee nur noch 25 km entfernt war. Anschließend war Schmutzler noch bis zum 4. Mai 1945 im KZ Mauthausen als Offizier eingesetzt. Er wurde mit acht weiteren Beschuldigten im Zuge der Dachauer Prozesse in einem Nebenprozess zum Mauthausen-Hauptprozess angeklagt. Schmutzler berief sich auf „höheren Befehl“, wurde zum Tode verurteilt und im Oktober 1948 gehängt.